# Liste der Kulturdenkmäler in Essingen (Pfalz)
In der Liste der Kulturdenkmäler in Essingen sind alle Kulturdenkmäler der rheinland-pfälzischen Ortsgemeinde Essingen aufgeführt. Grundlage ist die Denkmalliste des Landes Rheinland-Pfalz (Stand: 14. August 2023).

## Denkmalzonen
| Bezeichnung                          | Lage              | Baujahr | Beschreibung                                  | Bild                           |
| ------------------------------------ | ----------------- | ------- | --------------------------------------------- | ------------------------------ |
| Denkmalzone Alter jüdischer Friedhof | Gartenstraße Lage | 1618    | eröffnet 1618, 1660 Grabsteine, 1647 bis 1870 | weitere Bilder Fotos hochladen |
| Denkmalzone Neuer jüdischer Friedhof | Gartenstraße Lage | 1869    | 1869 zuerst belegt, 265 Grabsteine            | weitere Bilder Fotos hochladen |

## Einzeldenkmäler
| Bezeichnung                                 | Lage                                                | Baujahr                                       | Beschreibung | Bild                           |
| ------------------------------------------- | --------------------------------------------------- | --------------------------------------------- | --- | ------------------------------ |
| Friedhofskreuz und Grabmal                  | Am Turnplatz, auf dem Friedhof Lage                 | 19. Jahrhundert                               | Grabmal G. M. Kammermann, spätklassizistische Stele, um 1861 (Bild); Friedhofskreuz, Sandstein mit Metallkorpus, 19. oder Anfang des 20. Jahrhunderts                                                                                        | Fotos hochladen                |
| Hofanlage                                   | Dalbergstraße 1 Lage                                | 1687                                          | Hofanlage; eingeschossiges barockes Fachwerkhaus, bezeichnet 1687, Schmiede | Fotos hochladen                |
| Wohnhaus                                    | Dalbergstraße 16 Lage                               | 1905                                          | Wohnhaus, spätgründerzeitlicher Klinkerbau, 1905, Relief (Frauenbüste: Bild) | Fotos hochladen                |
| Hofanlage                                   | Gerämmestraße 12 Lage                               | spätes 18. Jahrhundert                        | Dreiseithof, spätes 18. Jahrhundert; Fachwerkhaus, teilweise massiv | Fotos hochladen                |
| Spolie                                      | Gerämmestraße, an Nr. 40 Lage                       | 1568                                          | Schlussstein, bezeichnet 1568 | Fotos hochladen                |
| Wohnhaus                                    | Gerämmestraße 42 Lage                               | um 1800                                       | nachbarockes Fachwerkhaus, teilweise massiv, Krüppelwalmdach, um 1800 | Fotos hochladen                |
| Synagoge                                    | Gerämmestraße 48 Lage                               | 1820/21                                       | ehemalige Synagoge, 1820/21; Walmdachbau mit Rundbogenfenstern, zur Scheune umgebaut; Portalsturz mit Bauinschrift jetzt am Wohnhaus | BW                             |
| Brunnen                                     | Gerämmestraße, bei Nr. 64 Lage                      | 17. Jahrhundert                               | Ziehbrunnen, 17. Jahrhundert | Fotos hochladen                |
| Brunnen                                     | Gerämmestraße, bei Nr. 68 Lage                      | 19. Jahrhundert                               | Pumpbrunnen, wohl aus dem 19. Jahrhundert | Fotos hochladen                |
| Torbogen                                    | Kirchstraße, an Nr. 20 Lage                         | um 1600                                       | Renaissancetorbogen über Säulen, um 1600; in der Torfahrt Fenster mit Renaissancegewänden; Gewölbekeller | Fotos hochladen                |
| Protestantische Pfarrkirche                 | Kirchstraße 25 Lage                                 |                                               | ehemals Simultankirche St. Sebastian; spätbarocker Sandsteinquaderbau, 1788, Westturm bezeichnet 1862 | weitere Bilder Fotos hochladen |
| Wegekreuz                                   | Landauer Straße, bei Nr. 9 Lage                     | 1834                                          | Fronleichnamskreuz, Metallkorpus, bezeichnet 1834 | Fotos hochladen                |
| Simultankapelle St. Wendelinus              | Landauer Straße 19 Lage                             |                                               | ehemalige Simultankapelle St. Wendelinus; spätgotische Chorturmkirche, 15. Jahrhundert (?), Torbogen bezeichnet 1619; an der Außenwand: Grabstein Reichard (Bild), um 1741; im Kirchhof: Grabkreuz, 1728/1828                                | weitere Bilder Fotos hochladen |
| Kilometerstein                              | Luitpoldplatz Lage                                  | zweite Hälfte des 19. Jahrhunderts            | Kilometerstein, kegelförmiger Sandsteinpfeiler, zweite Hälfte des 19. Jahrhunderts | Fotos hochladen                |
| Rathaus                                     | Schloßstraße 6 Lage                                 | 1590                                          | Krüppelwalmdachbau, Arkadenhalle, bezeichnet 1590 (Bild), Treppenturm, teilweise Fachwerk, bezeichnet 1776 | Fotos hochladen                |
| Wohnhaus                                    | Schloßstraße 8 Lage                                 | Anfang des 18. Jahrhunderts                   | barockes Fachwerkhaus, teilweise massiv, Anfang des 18. Jahrhunderts | Fotos hochladen                |
| Hofanlage                                   | Schloßstraße 12 Lage                                | Ende des 16. oder Anfang des 17. Jahrhunderts | Dreiseithof; barocker Krüppelwalmdachbau, teilweise Fachwerk, verputzt, eventuell vom Ende des 16. oder Anfang des 17. Jahrhunderts; Backsteinscheune, erste Hälfte des 20. Jahrhunderts; skulptierter Hoftorpfosten, spätes 18. Jahrhundert | Fotos hochladen                |
| Wohnhaus                                    | Schulstraße 1 Lage                                  | 1914                                          | ehemaliges Lehrerwohnhaus; Krüppelwalmdachbau, Heimatstil, bezeichnet 1914 | Fotos hochladen                |
| Schulhaus                                   | Schulstraße 10 Lage                                 | 1881                                          | spätklassizistischer Bau mit Kniestock, bezeichnet 1881 | Fotos hochladen                |
| Katholische Kirche St. Sebastian und Agathe | Spanierstraße 14 Lage                               | 1929                                          | gotisierender Rotsandstein-Saalbau, 1929 | weitere Bilder Fotos hochladen |
| Kilometerstein                              | nördlich des Ortes an der L 542; Flur Eisvogel Lage | zweite Hälfte des 19. Jahrhunderts            | Kilometerstein, Sandsteinkegel, zweite Hälfte des 19. Jahrhunderts | Fotos hochladen                |
| Hofanlage                                   | südlich des Ortes an der L 542 (Dreihof 7) Lage     |                                               | große Hofanlage mit einem im Kern wohl noch barocken Wohnhaus und einem klassizistischen; gegenüber die spätgründerzeitliche Dreiflügelanlage der Stallungen, um 1890/1900                                                                   | Fotos hochladen                |
| Hofanlage                                   | südlich des Ortes an der L 542 (Dreihof 9) Lage     | erste Hälfte oder Mitte des 19. Jahrhunderts  | Hofanlage, erste Hälfte oder Mitte des 19. Jahrhunderts; Dreiflügelanlage mit Torfahrt; großer teilweise ummauerter Garten mit turmartigem Gartenhaus                                                                                        | Fotos hochladen                |